# Dawnrider
Dawnrider ist der Name eines Heavy-Metal-Projekts von Tarek „MS“ Maghary, dem Sänger und Bandleader von Majesty. Bislang wurde ein Konzeptalbum veröffentlicht (Fate is Calling (Pt I)), das sich durch eine große Anzahl von Gastmusikern auszeichnet. Inhalt ist die musikalische Umsetzung eines Fantasyromanes.

## Künstler
Mitgewirkt haben bisher unter anderem:
- James Rivera (Helstar)
- Bryan „Hellroadie“ Patrick and Mark Shelton (Manilla Road)
- Rob Rock
- Sven D’Anna (Wizard)
- Ross the Boss (Ex-Manowar)
- Michael Seifert (Rebellion)
- Rolf Munkes (Empire)
- Björn Daigger (Majesty)
- Andreas Babuschkin (Paragon)
- Charly Steinhauer (Paradox)

## Kritiken
Die deutsche Fachpresse hat die erste Veröffentlichung dieses Projektes positiv bewertet:
- HEAVY: 11 / 12

- Rock Hard: 8,5 / 10

- Metal Hammer: 5 / 7